# Lago (Gourcy)
Pour les articles homonymes, voir Lago.
Lago est une commune rurale située dans le département de Gourcy de la province du Zondoma dans la région Nord au Burkina Faso.

## Géographie
Lago se trouve à environ 25 km au nord-ouest de Gourcy, le chef-lieu départemental, et à 12 km de Zogoré et de la route nationale 10.

## Démographie
| Hommes | Femmes | Total | % Femmes | 0-14 ans | 15-64 ans | 65 ans ou + | Age N.D. |
| ------ | ------ | ----- | -------- | -------- | --------- | ----------- | -------- |
| 1.735  | 2.155  | 3.890 | 55,4     | 1.989    | 1.711     | 178         | 12       |

INSD 2006

## Économie
Les activités principales sont l'agriculture et l'élevage.

## Santé et éducation
Lago accueille un centre de santé et de promotion sociale (CSPS) tandis que le centre médical (CM) de la province se trouve à Gourcy.